# Festival international du cinéma musulman de Kazan
 (septembre 2012).
Si vous disposez d'ouvrages ou d'articles de référence ou si vous connaissez des sites web de qualité traitant du thème abordé ici, merci de compléter l'article en donnant les références utiles à sa vérifiabilité et en les liant à la section « Notes et références ».
Le festival international du cinéma musulman de Kazan ou KIFMC et un festival qui a lieu annuellement à Kazan, en république du Tatarstan en Russie.

## Présentation
Le festival international du cinéma musulman, au Kazan (KIFMC) a été créé en 2005. Il a eu lieu au début de septembre dans la ville de Kazan, en Russie. 
Le président de la république du Tatarstan (république autonome dans la fédération de Russie) a insisté[Quand ?] pour que KIFMC se déroule à Kazan[réf. souhaitée].